# Dan Irimiciuc
Daniel Irimiciuc (n. 9 mai 1949, Iași) este un scrimer român, laureat cu bronz pe echipe la Montreal 1976 și dublu vicecampion mondial pe echipe în 1974 și în 1976.
Crescut de antrenorul Nicolae Pufnei la CSU Politehnica Iași, a fost vicecampion mondial la Campionatul Mondial din 1969 pentru juniori. A câștigat campionatul național în 1970 și în 1971. A participat la două ediții ale Jocurilor Olimpice: München 1972 și Montreal 1976. A câștigat medalia de bronz la individual și medalia de aur pe echipe la Universiada de vară din 1977. 
Pentru realizările sale a fost numit Maestru al sportului în 1972 și Maestru emerit al sportului în 1974. A primit Ordinul „Meritul Sportiv” clasa a III-a în 1974 și clasa I în 1976.
Irimiciuc era inginer, absolvent al Facultății de Industrie Ușoară din Iași.

## Distincții
- Ordinul „Meritul Sportiv” clasa a III-a (18 august 1976) „pentru rezultatele deosebite obținute la Jocurile olimpice de vară de la Montreal – 1976, precum și pentru contribuția adusă la dezvoltarea activității sportive și la creșterea prestigiului sportului românesc pe plan internațional”[4]